# Sejahtera (Babul Makmur)
Sejahtera is een bestuurslaag in het regentschap Aceh Tenggara van de provincie Atjeh, Indonesië. Sejahtera telt 365 inwoners (volkstelling 2010).